# Kureküla (alevik)
Kureküla – osiedle (alevik) w Estonii, w prowincji Tartu, w gminie Elva. W 2021 miało ono 98 mieszkańców.

## Historia
Kureküla należało do gminy Rannu przed reformą administracyjną samorządów lokalnych w 2017 roku..